# Ernst Julius Richard Ewald
Ernst Julius Richard Ewald (ur. 14 lutego 1855 w Berlinie, zm. 22 lipca 1921 w Konstancji) – niemiecki fizjolog. 
Po studiach medycznych został uczniem fizjologa Friedricha Goltza w Strasburgu w 1880, a w 1900 jego następcą na katedrze, profesorem na Reichsuniversität Straßburg. Zajmował się fizjologią krążenia i oddychania. W 1899 sformułował własną teorię słyszenia (Schallbildertheorie). Jego bratem był internista Carl Anton Ewald.

## Wybrane prace
- Schallbildertheorie und Erkenntnistheorie. Z. Sinnesphysiol. 53, ss. 213-217, 1922